# Joëlle Sevilla
Joëlle Sevilla, née le 10 février 1953 à Lyon, est une productrice et actrice française d'origine italienne.

## Biographie
Née le 10 février 1953 dans le 7e arrondissement de Lyon, Joëlle Sevilla est comédienne de théâtre depuis 1967. Elle a joué dans Les Bonnes de Jean Genet et Sur la grand-route d'Anton Tchekhov, mis en scène par Bruno Boëglin, à l'Odéon.
Productrice de films et enseignante, elle crée l'école d'acteurs Acting Studio et est devenue co-gérante avec Alexandre Astier le 7 août 2014 de la société de production Dies Irae à Lyon.
Elle incarne dans la série Kaamelott le personnage de Dame Séli. Elle est interviewée par Christophe Chabert dans l'acte I « Les mœurs et les femmes » du film documentaire Aux Sources de Kaamelott réalisé entre 2006 et 2010 pour accompagner l'intégrale « Les Six Livres » des DVD de la série télévisée.
Lors des élections municipales de 2020 Joëlle Sévilla soutient Michèle Picard, tête de liste PCF à Vénissieux.

## Vie privée
Elle est la mère d'Alexandre Astier, créateur de la série Kaamelott, et l'ex-compagne de Lionnel Astier.

## Filmographie

### Cinéma
- 1995 : Le Hussard sur le toit, film de Jean-Paul Rappeneau : une religieuse
- 2016 : Les Visiteurs : La Révolution de Jean-Marie Poiré : Madame Robinot
- 2021 : Kaamelott : Premier Volet d'Alexandre Astier : dame Séli, reine de Carmélide
- 2025 : Kaamelott : Deuxième volet partie 1 d’Alexandre Astier : dame Séli, reine de Carmélide

### Télévision
- 1997 : L'Empire du taureau, téléfilm de Maurice Frydland : La mère d'Eugène
- 2002 : Louis la Brocante, Louis et les gitans : Gloria
- 2006 : Louis la Brocante, Louis et la médaille oubliée : Bianca
- 2008 : New wave, téléfilm de Gaël Morel :  Mme Collinot.
- 2008 : Adresse inconnue, Double peine (série télévisée) : Sara Saunier
- 2005-2009 : Kaamelott (série télévisée) : Dame Séli, Reine de Carmélide

### Doublage
- 2014 : Astérix : Le Domaine des dieux : Ielosubmarine
- 2018 : Astérix : Le Secret de la Potion Magique : Ielosubmarine